# Annopole (powiat złotowski)
Annopole – osada krajeńska w Polsce położona w województwie wielkopolskim, w powiecie złotowskim, w gminie Tarnówka.
1973-76 w gminie Złotów, 1977-82 w gminie Krajenka. W latach 1975–1998 miejscowość należała administracyjnie do województwa pilskiego.
Folwark założony w 1743 roku przez księcia Aleksandra Sułkowskiego. Od 1963 roku należał do PGR-u w Bartoszkowie. Funkcjonowała tu suszarnia zielonek i mieszalnia pasz. W obrębie folwarku znajduje się stary park podworski, na terenie którego stał dwór. Obecnie został odbudowany w nowym stylu przez właściciela gospodarstwa rolnego „Stilla”. Gdy wieś należała do Niemiec nazywała się Annafeld. Była tu stacja linii kolejowej z Flatow (Złotów) do Deutsch Krone (Wałcz). Tory w 1945 roku rozebrali Rosjanie.